# Thunder in Carolina
Thunder in Carolina è un film del 1960 diretto da Paul Helmick.
È un film d'azione a sfondo drammatico statunitense con Rory Calhoun, Alan Hale Jr. e Connie Hines. È incentrato sulle vicende di una corsa di stock car che si tiene a Darlington (Carolina del Sud).

## Produzione
Il film, diretto da Paul Helmick su una sceneggiatura di Alexander Richards, fu prodotto da J. Francis White per la Darlington Films e girato a Darlington, Carolina del Sud.
Il titolo di lavorazione fu The Southern 500 che si rifà al nome della popolare competizione automobilistica di stock car da cui è tratto il soggetto per il film. Nei titoli di apertura c'è un ringraziamento per la Darlington International Raceways; molte sequenze della corsa sono filmati di repertorio reali ripresi durante la competizione del 1959.

## Colonna sonora
- He's Gone Away - cantata da Ann Stevens
- Dixie - di Daniel Decatur Emmett
- Battle Hymn of the Republic - di William Steffe

## Distribuzione
Il film fu distribuito negli Stati Uniti nel luglio 1960 al cinema dalla Howco International Pictures.
Altre distribuzioni:
- in Danimarca il 1º gennaio 1962 (Motordjævle)
- in Finlandia il 18 maggio 1962 (Vauhtipaholainen veressä)

## Critica
Secondo Leonard Maltin il film è un "noioso B movie sull'ambiente delle corse d'auto".

## Promozione
La tagline è: "THE MEN AND WOMEN OF THE GREAT SOUTHERN 500! (original ad - all caps)".